# Poon Hill
Poon Hill ist ein 3210 m hoher Berg in der Nähe von Ghorepani auf dem Poon Hill Treck in der Dhaulagiri-Zone von Nord-Zentral-Nepal. Es liegt an der Grenze der Distrikte Myagdi und Kaski in der Provinz Gandaki, 270 km westlich von Kathmandu (Hauptstadt Nepals). Viele Wanderer übernachten in Ghorepani, um frühmorgens den Sonnenaufgang zu beobachten und das Bergpanorama zu sehen.

## Aussicht
Vom Poon Hill hat man eine umfassende Aussicht auf die verschiedenen Gipfel des Dhaulagiri (8167 m) und der Annapurna (8091 m). Außerdem sieht man (von links nach rechts) den Tukuche Peak (6920 m), den Dhampus Pass (5250 m), den Dhampus Peak (6012 m), den Nilgiri Central (6940 m), den Hiunchuli (6441 m) und den Machhapuchhre oder Fishtail (6993 m). Eine Besonderheit ist, dass es einen Aussichtsturm gibt, was ansonsten in Nepal eher selten ist.

## Standort
Poon Hill liegt 200 Meter über Ghorepani.

Poon Hill
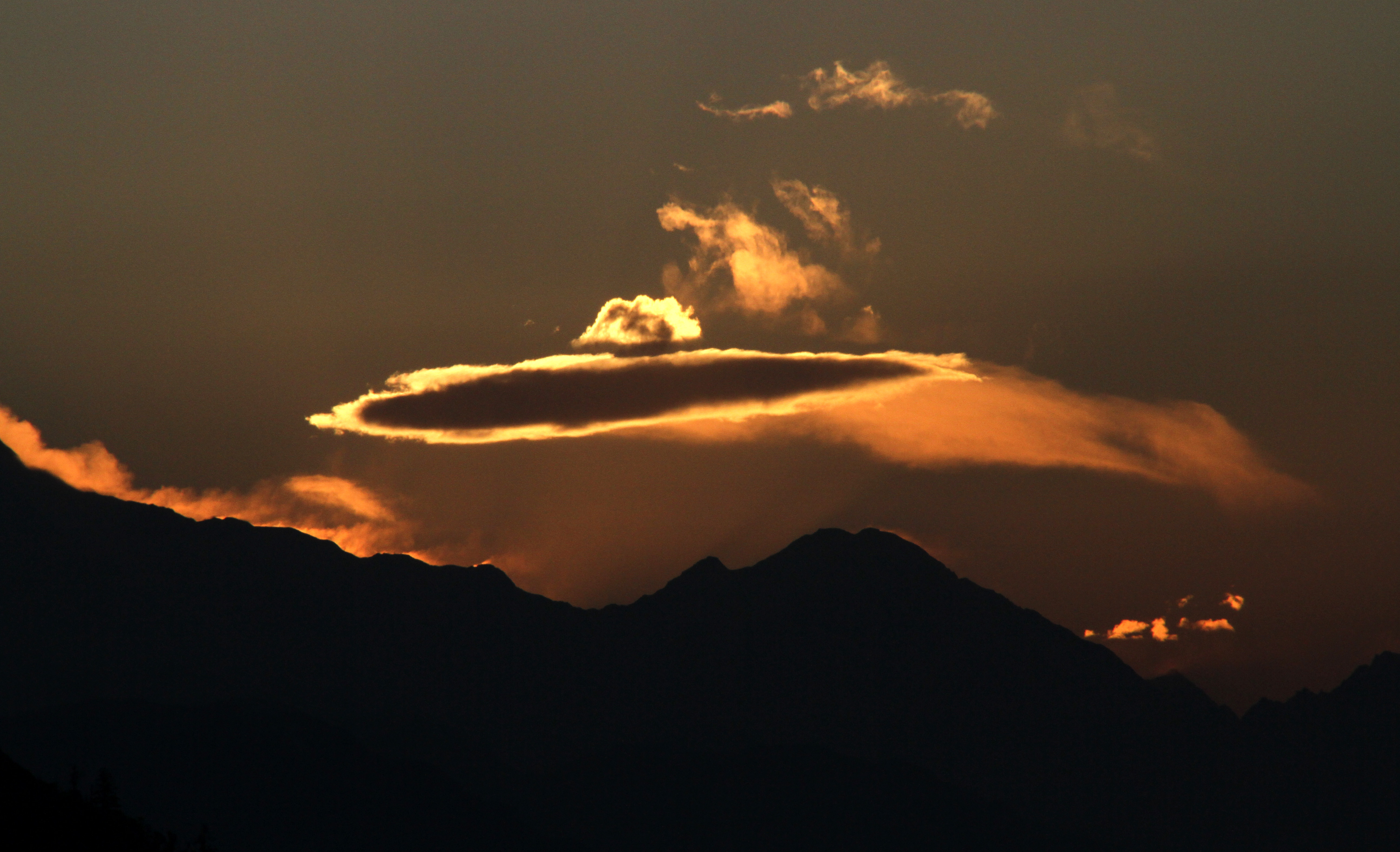
Vor Sonnenaufgang
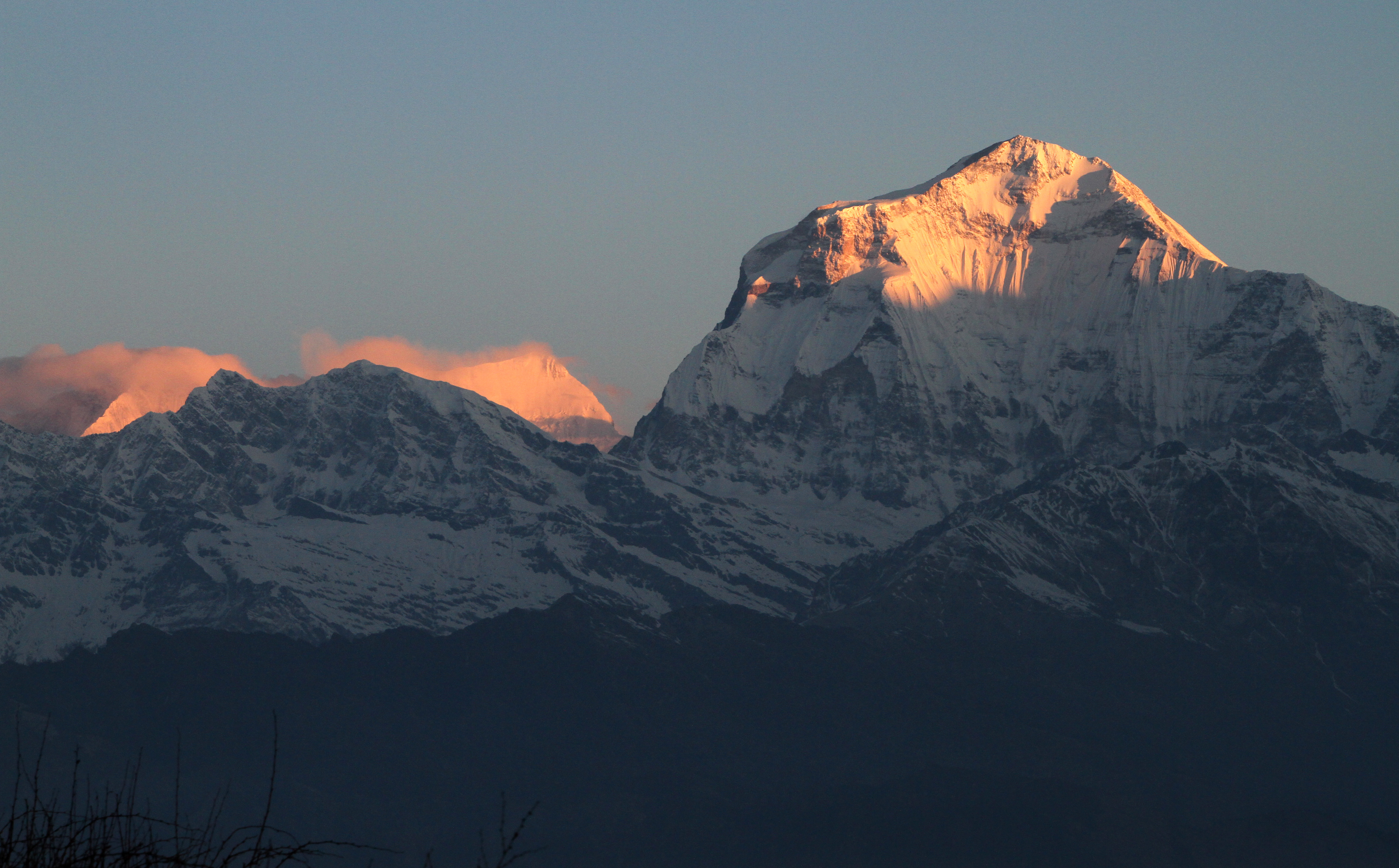
Erstes Licht am Dhaulagiri
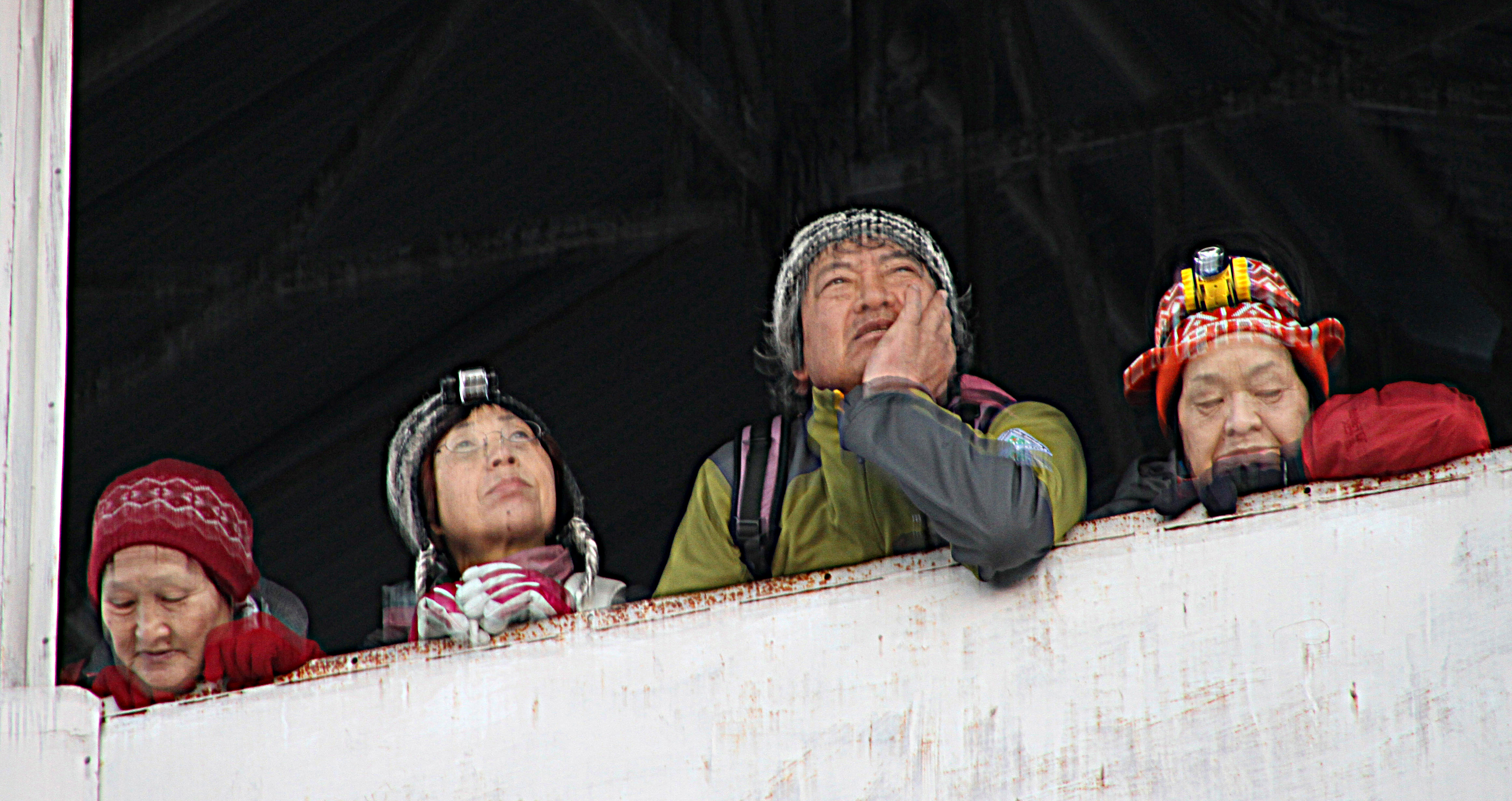
Aus- und Übersicht
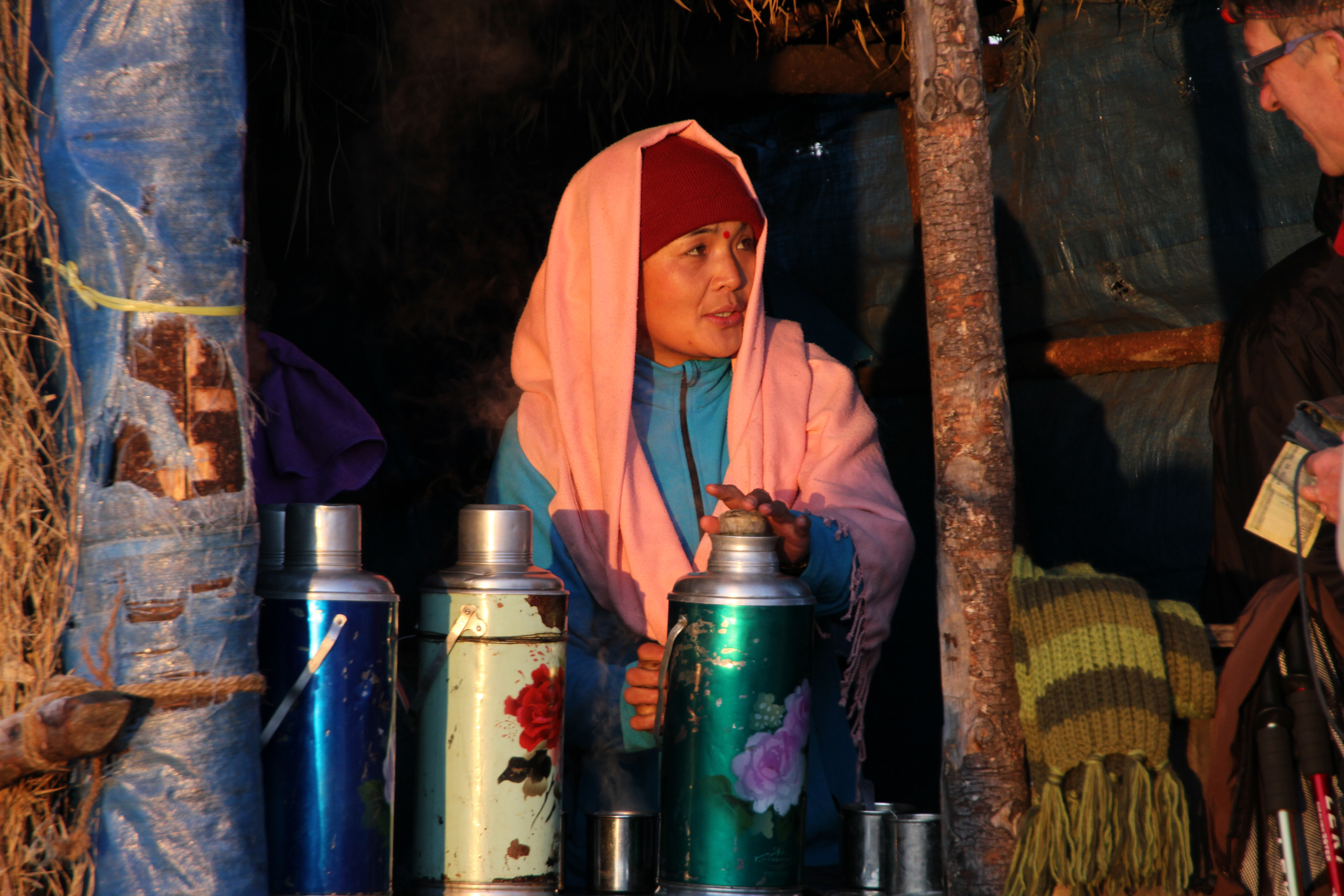
Teeküche
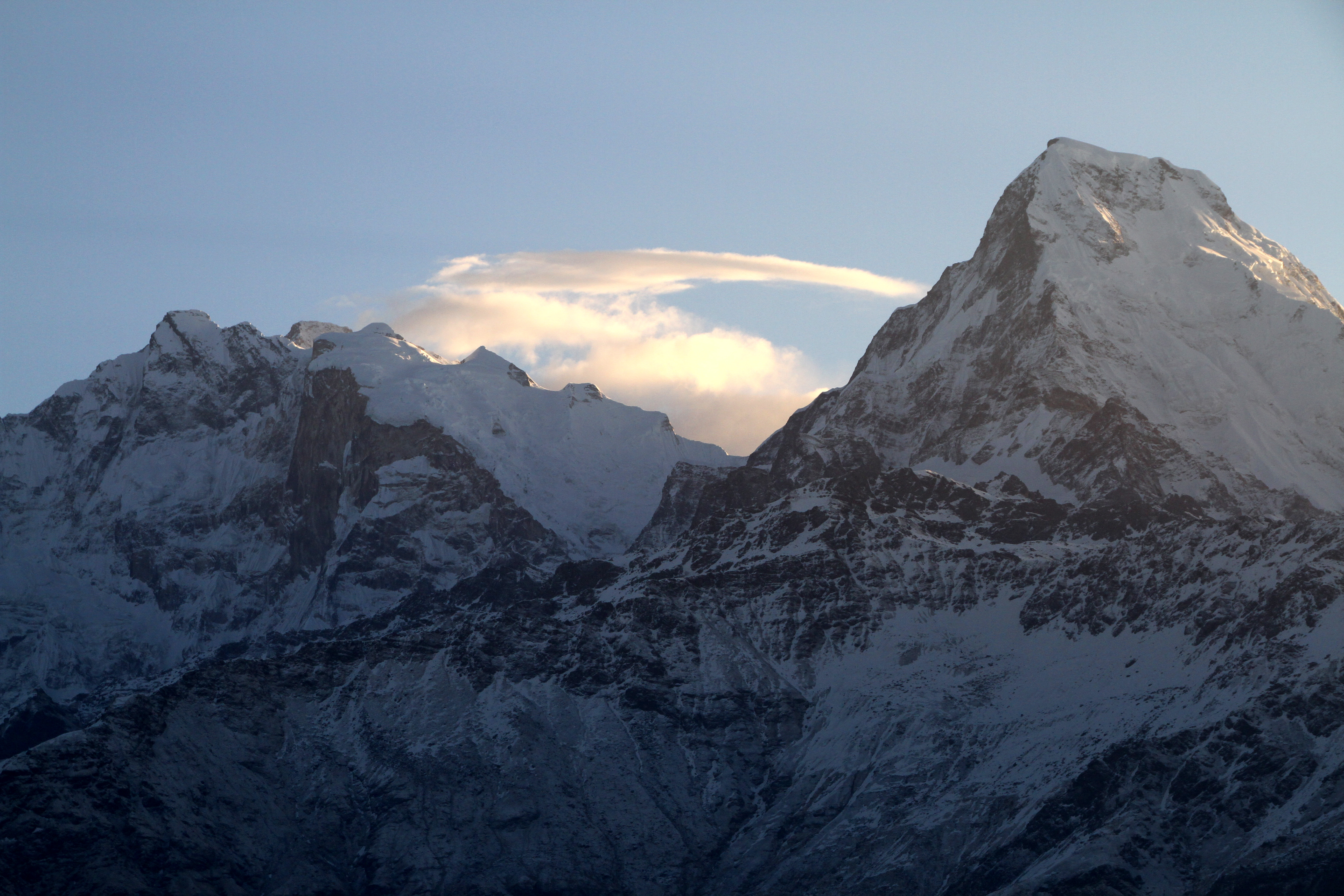
Annapurna I und Sued
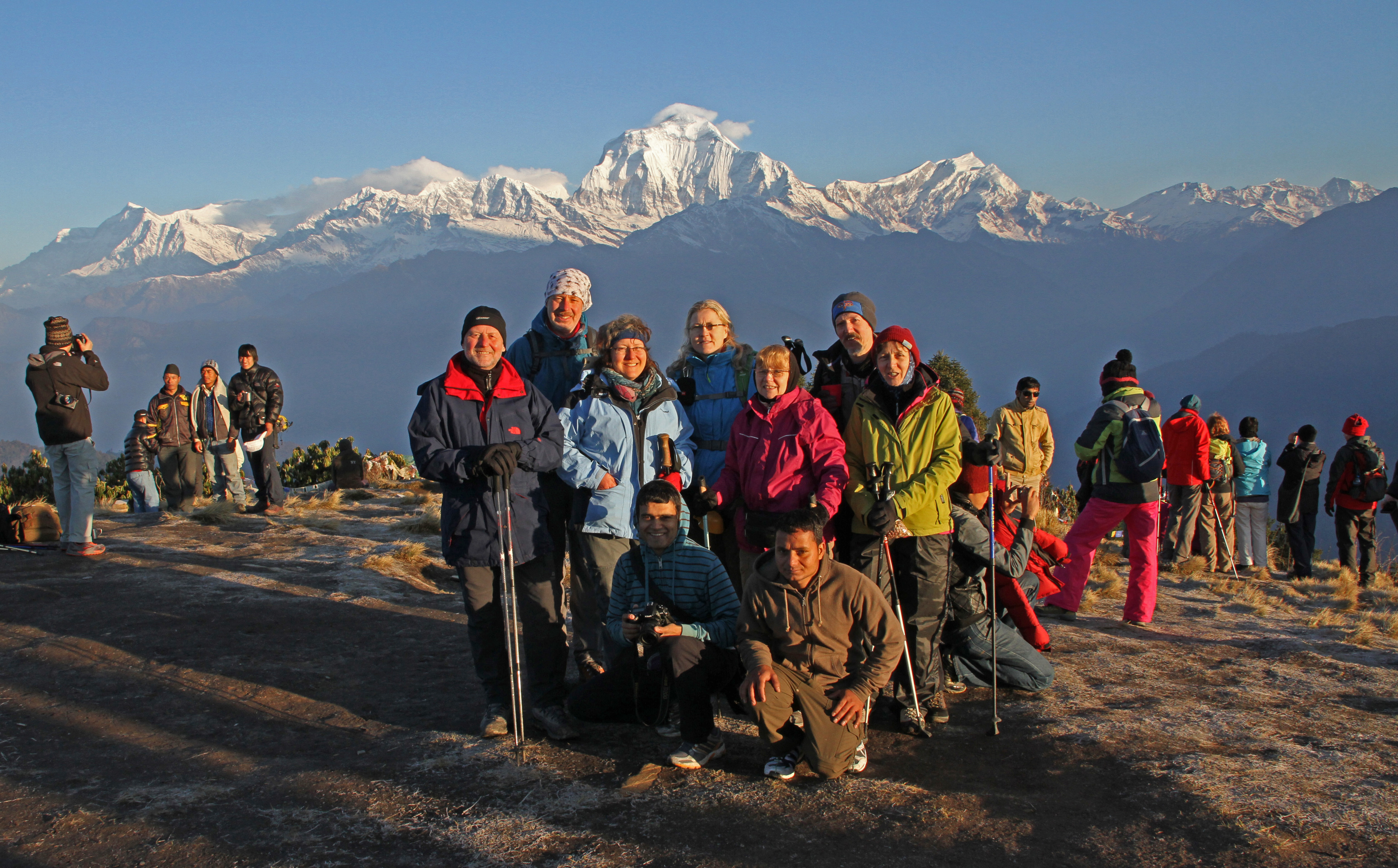
Touristen vor Dhaulagiri
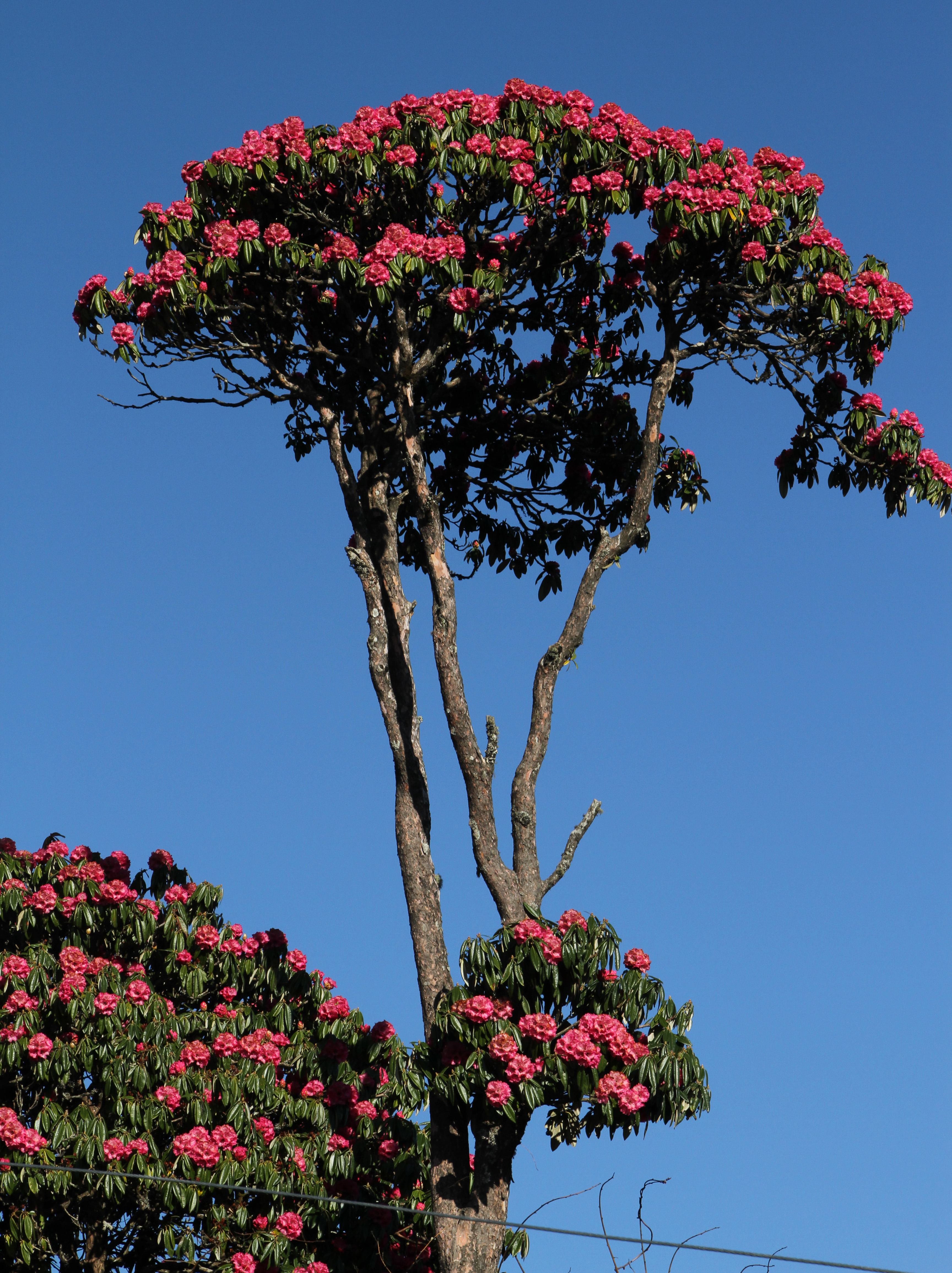
Rhododendron
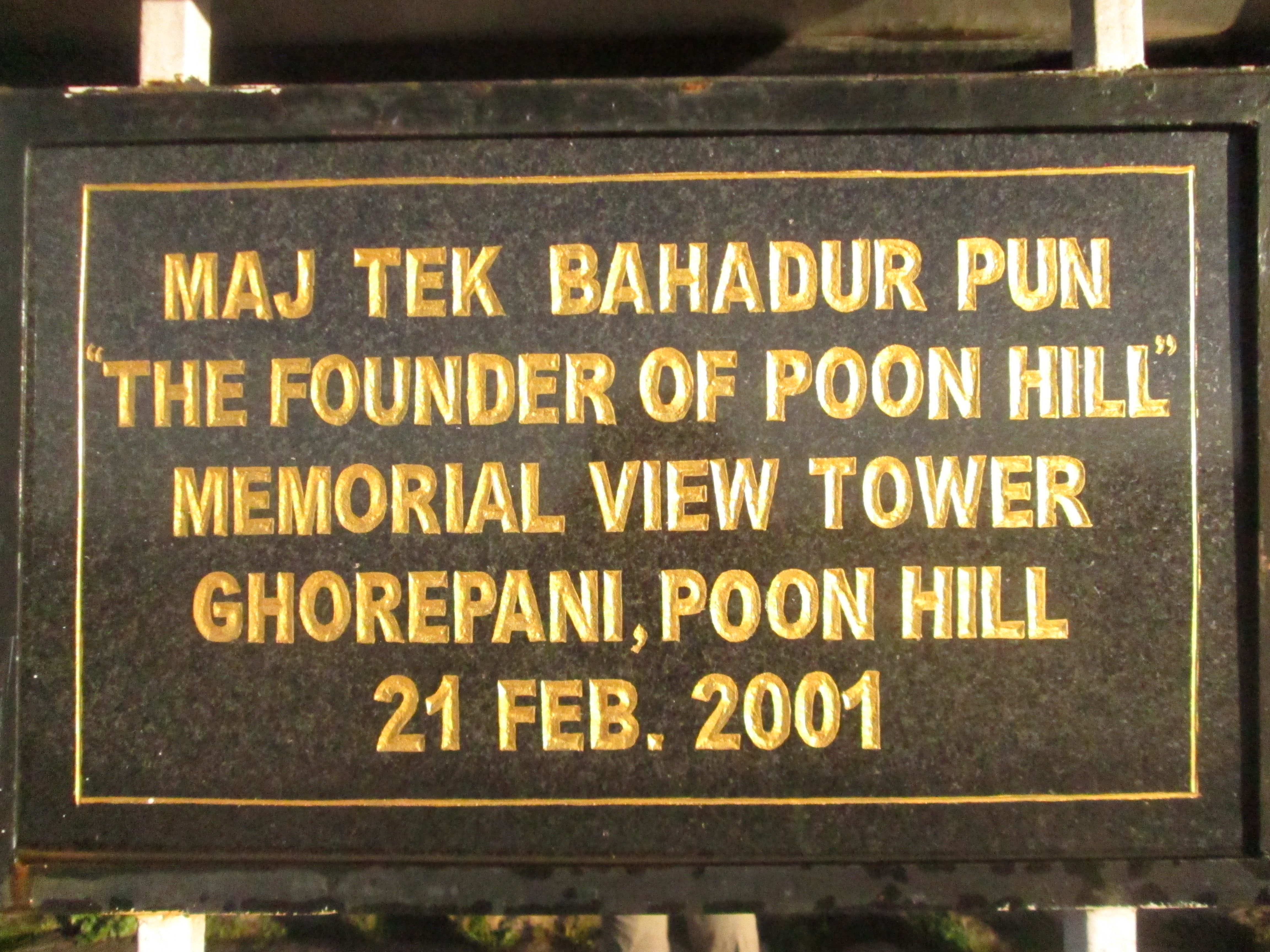
Erinnerungstafel